# Choteč (ort i Tjeckien, Mellersta Böhmen)
Choteč är en ort i Tjeckien.   Den ligger i regionen Mellersta Böhmen, i den centrala delen av landet, 15 km sydväst om huvudstaden Prag. Choteč ligger 303 meter över havet och antalet invånare är 293.
Terrängen runt Choteč är platt åt nordväst, men åt sydost är den kuperad. Runt Choteč är det tätbefolkat, med 613 invånare per kvadratkilometer. Närmaste större samhälle är Prag, 15,0 km nordost om Choteč. Runt Choteč är det i huvudsak tätbebyggt.